# Marigen Hornkohl

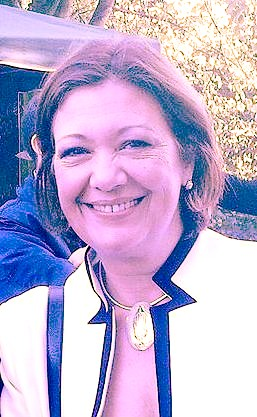
Marigen Hornkohl, 2006

Marigen Hornkohl Venegas (* 25. September 1953) ist eine chilenische Politikerin und Diplomatin.

## Leben
Sie wurde als Tochter eines deutschen Einwanderers geboren. Sie studierte an der Universität Heidelberg und war für die Konrad-Adenauer-Stiftung in Santiago de Chile tätig. Hornkohl ist Mitglied der Partido Demócrata Cristiano de Chile. Im Jahr 2000 wurde sie Unterstaatssekretärin für Soziales, von 2003 bis 2005 für Bildung. Es schloss sich von 2005 bis 2006 eine Berufung zur chilenischen Bildungsministerin an. Nach einer Zeit als chilenische Botschafterin in Deutschland wurde sie 2008 Landwirtschaftsministerin. Das Amt hatte sie bis 2010 inne. Sie wurde Mitglied des Direktoriums des Centro Democracia y Comunidad. 2014 übernahm sie die Funktion als Exekutivdirektorin des Nationalen Fernsehrats Chiles. Ihre Amtszeit dauert bis 2022.

## Auszeichnungen
Am 17. März 2011 wurde sie in der deutschen Botschaft in Santiago de Chile für ihr Wirken für die chilenisch-deutsche Zusammenarbeit mit dem Bundesverdienstkreuz ausgezeichnet.